# Saint-Saulge
Saint-Saulge ist eine französische Stadt mit 679 Einwohnern (Stand: 1. Januar 2022) im  Département Nièvre in der Region Bourgogne-Franche-Comté. Die Gemeinde gehört zum Arrondissement Nevers und zum Kanton Guérigny (bis 2015: Kanton Saint-Saulge).

## Geographie
Saint-Saulge liegt etwa 60 Kilometer südlich von Auxerre und etwa 25 Kilometer ostnordöstlich von Nevers. Umgeben wird Saint-Saulge von den Nachbargemeinden Crux-la-Ville im Norden, Saint-Maurice im Osten und Nordosten, Montapas im Osten und Südosten, Rouy im Süden, Saxi-Bourdon im Südwesten, Jailly im Westen und Südwesten, Sainte-Marie im Westen und Nordwesten sowie Saint-Franchy im Nordwesten.

## Bevölkerungsentwicklung
| Jahr                       | 1962 | 1968 | 1975 | 1982 | 1990 | 1999 | 2006 | 2013 |
| Einwohner                  | 1176 | 1157 | 985  | 919  | 849  | 865  | 874  | 781  |
| Quellen: Cassini und INSEE |      |      |      |      |      |      |      |      |

## Sehenswürdigkeiten
- Kirche Saint-Saulge, alte Kapelle der Priorei aus dem 12. Jahrhundert, Umbauten aus dem 16. Jahrhundert, Monument historique

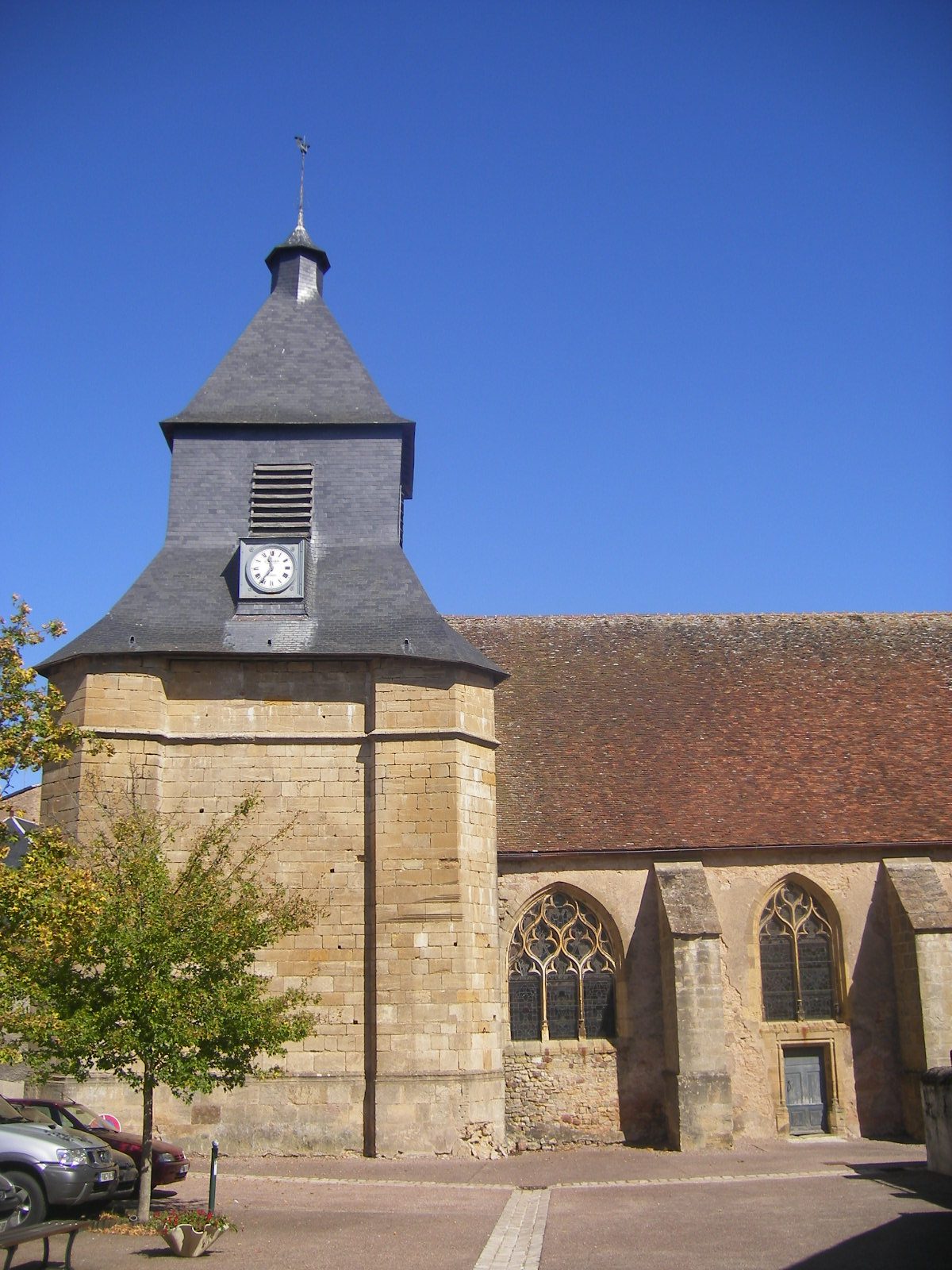
Kirche Saint-Saulge

## Persönlichkeiten
- Johannes Ravisius (1480–1524), Humanist